# Ascension d'Élie dans un char de feu
L'Ascension d'Élie dans un char de feu est une icône datant du XVe siècle provenant de la région de Novgorod en Russie. 
Le sujet de l'icône apparaît déjà dans les peintures des catacombes et sur les premières miniatures byzantines. Il a été reproduit fréquemment dans l'histoire de l'iconographie. Du fait de la double croyance pagano-chrétienne, la figure d'Élie a été rapprochée de celle du dieu slave Peroun. Le disque de feu a parfois la forme d'une feuille de tilleul, mais ici le peintre lui donne la forme d'un cercle. L'ange situé à gauche, est désigné comme étant l'Archange Michel. En bas, à droite, une source jaillit d'une grotte et vient rafraîchir un groupe de plantes. C'est la réponse de Dieu à la demande d'Élie de faire pleuvoir,.